# Platystigma pronoti
Platystigma pronoti é uma espécie de libélula da família dos cenagrionídeos (Coenagrionidae).

## Descrição
Platystigma pronoti apresença cabeça com manchas pretas e branco-alaranjadas no dorso anteriormente e outra medialmente às bases das antenas. Seu protórax é marrom-escuro com par de listras amarelo-pálidas anteriormente e lateralmente ao lóbulo médio. A borda da porção medial e ápice das porções laterais do lóbulo protorácico posterior são amarelo-pálido. A porção mediana reta é separada das laterais por incisão profunda de cada lado e as porções laterais têm ápice arredondado. O Mesepisterno é preto com faixa anteumeral amarelo-acinzentada ocupando toda a extensão do esclerito. Mesepímero marrom-escuro com listra amarelo-acinzentada não atingindo a parte inferior do esclerito. A metapleura é amarelo-esbranquiçada com faixa preta adjacente à sutura metapleural ocupando ¾ dorsal do esclerito.
O ventre do pterotórax de Platystigma pronoti é amarelo esbranquiçado, com estreita faixa escura média ocupando sua metade anterior. Não possui dentro suplementar das garras tarsais. Suas asas são predominantemente hialinas com área apical branco-leitosa atingindo uma fileira de células posterior a RP1. O pseudoestigma em ambas as asas tem cor amarelo pálido. Em alta saturação, a cor da área apical muda; a cor branca torna-se azul pálido e o pseudoestigma aparece amarelo com seis células em Fw e 8 em Hw. Veia costal torna-se laranja e RA para RP1 amarela. O abdome é predominantemente marrom. Seu cerco escuro, com ápice arredondado. O ovipositor alcança posteriormente ao nível da borda posterior de S10.

## Taxonomia
Platystigma pronoti foi originalmente classificada em 1918 por Bror Yngve Sjöstedt dentro do gênero Mecistogaster a partir de um halótipo fêmea. Em 2017, foi transferida por Machado e Soldati ao gênero Platystigma devido ao seu pequeno tamanho, ausência de dente suplementar da garra tarsal e presença de área apical pálida nas asas. A característica principal que separa P. pronoti das demais espécies de Platystigma é a forma peculiar do lóbulo protorácico posterior, cuja porção mediana é nitidamente separada das laterais por uma incisão profunda.

## Ecologia
Platystigma pronoti é endêmica do Espírito Santo, no sudeste do Brasil. É conhecida apenas da localidade tipo, não tendo mais sido avistada após sua descrição original. Seu habitat são as florestas tropicais e subtropicais úmidas. Uma vez que habita uma região sujeita a forte desmatamento e também devido à falta de dados atualizados sobre a condição de sua população, foi classificada como criticamente em perigo na Lista Vermelha da União Internacional para a Conservação da Natureza (UICN / IUCN). No Brasil, consta em várias listas de conservação: em 2005, foi classificada como criticamente em perigo na Lista de Espécies da Fauna Ameaçadas do Espírito Santo; em 2014, como criticamente em perigo na Portaria MMA N.º 444 de 17 de dezembro de 2014; e em 2018, como criticamente em perigo no Livro Vermelho da Fauna Brasileira Ameaçada de Extinção do Instituto Chico Mendes de Conservação da Biodiversidade (ICMBio). Machado & Lacerda (2016) propuseram uma estratégia à conservação da espécie.